# Малаві на літніх Олімпійських іграх 2016
Малаві на літніх Олімпійських іграх 2016 був представлений 5 спортсменами в 3 видах спорту. Жодної медалі олімпійці Малаві не завоювали.

## Спортсмени
| Дисципліна      | Чоловіки | Жінки | Разом |
| --------------- | -------- | ----- | ----- |
| Стрільба з лука | 1        | 0     | 1     |
| Легка атлетика  | 1        | 1     | 2     |
| Плавання        | 1        | 1     | 2     |
| Разом           | 3        | 2     | 5     |

## Стрільба з лука
| Спортсмен    | Дисципліна                        | Попередній раунд | Попередній раунд | 1/32 фіналу             | 1/16 фіналу        | 1/8 фіналу         | Чвертьфінали       | Півфінали          | Фінал / БМ         | Фінал / БМ      |
| Спортсмен    | Дисципліна                        | Результат        | Сіяний           | Суперник Результат      | Суперник Результат | Суперник Результат | Суперник Результат | Суперник Результат | Суперник Результат | Місце           |
| ------------ | --------------------------------- | ---------------- | ---------------- | ----------------------- | ------------------ | ------------------ | ------------------ | ------------------ | ------------------ | --------------- |
| Аренео Девід | індивідуальна першість (чоловіки) | 603              | 62               | Паскуалуччі (ITA) L 0–6 | Завершив виступ    | Завершив виступ    | Завершив виступ    | Завершив виступ    | Завершив виступ    | Завершив виступ |

## Легка атлетика
Легенда
- Note – для трекових дисциплін місце вказане лише для забігу, в якому взяв участь спортсмен
- Q = пройшов у наступне коло напряму
- q = пройшов у наступне коло за добором (для трекових дисциплін - найшвидші часи серед тих, хто не пройшов напряму; для технічних дисциплін - увійшов до визначеної кількості фіналістів за місцем якщо напряму пройшло менше спортсменів, ніж визначена кількість)
- NR = Національний рекорд
- N/A = Коло відсутнє у цій дисципліні
- Bye = спортсменові не потрібно змагатися у цьому колі

| Спортсмен      | Дисципліна                    | Попередній забіг | Попередній забіг | Фінал           | Фінал           |
| Спортсмен      | Дисципліна                    | Результат        | Місце            | Результат       | Місце           |
| -------------- | ----------------------------- | ---------------- | ---------------- | --------------- | --------------- |
| Кефасі Читсала | біг на 5000 метрів (чоловіки) | 14:52.89         | 23               | Завершив виступ | Завершив виступ |
| Тереза Мастер  | марафонський біг (жінки)      | Н/Д              | Н/Д              | 2:48:34         | 98              |

## Плавання
| Спортсмен    | Дисципліна                          | Попередній заплив | Попередній заплив | Півфінал         | Півфінал         | Фінал            | Фінал            |
| Спортсмен    | Дисципліна                          | Час               | Місце             | Час              | Місце            | Час              | Місце            |
| ------------ | ----------------------------------- | ----------------- | ----------------- | ---------------- | ---------------- | ---------------- | ---------------- |
| Брейв Ліфа   | 50 метрів вільним стилем (чоловіки) | 28.54             | 83                | Завершив виступ  | Завершив виступ  | Завершив виступ  | Завершив виступ  |
| Аммара Пінто | 50 метрів вільним стилем (жінки)    | 30.32             | 71                | Завершила виступ | Завершила виступ | Завершила виступ | Завершила виступ |